# Schwestern von der Göttlichen Vorsehung – Deutsche Provinz

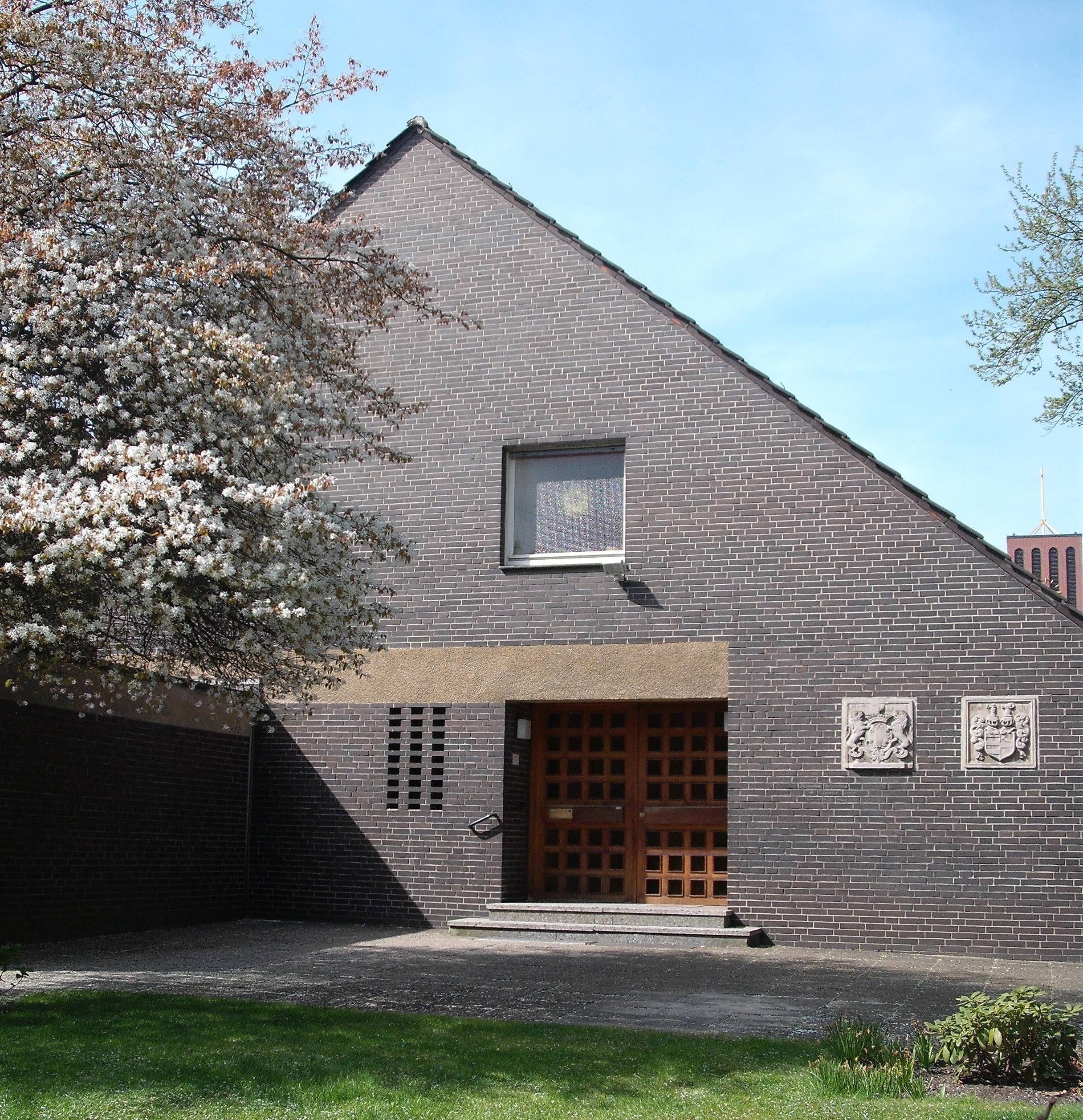
Kloster Sterkrade der Schwestern von der göttlichen Vorsehung

Die Schwestern von der Göttlichen Vorsehung – Deutsche Provinz (auch Vorsehungsschwestern) sind ein katholischer Frauenorden mit Schwerpunkt auf dem Schuldienst. Er wurde am 3. November 1842 durch den Priester Eduard Michelis (1813–1855) in Münster gegründet.

## Geschichte
Da die Gemeinschaft schnell wuchs, konnten von Münster aus bald nach der 1842 erfolgten Gründung Niederlassungen in vielen Städten und Dörfern der Diözese Münster entstehen.
Die Ordensschwestern setzten sich vor allem für Frauenbildung in allgemeinbildenden und weiterführenden Schulen ein. Sie waren in Waisenhäusern, Kindergärten, Koch- und Nähschulen tätig und richteten Lehrerinnen- und Kindergärtnerinnenseminare ein. Durch den Kulturkampf wurden sie für einige Jahre  (1876–1888) gezwungen, in die Niederlande auszuweichen, wo es zu Neugründungen kam.
Seit 1888 war die Friedrichsburg in Münster Mittelpunkt der Ordensgemeinschaft. Bis 1935 gab es in den drei Regionen (Niederrhein, Ruhrgebiet, westliches Münsterland), die damals die Rheinische Ordensprovinz bildeten, folgende Niederlassungen: 33 Häuser am Niederrhein, 36 Häuser im Ruhrgebiet, acht Häuser im westlichen Münsterland.
Während der Zeit des Nationalsozialismus wurde den Schwestern die pädagogischen Tätigkeiten untersagt. Im Zweiten Weltkrieg wurden fast alle Niederlassungen zerstört.
1954 vergrößerte sich die Provinz, da die Westfälische Provinz gegründet wurde. Es entstanden neun Niederlassungen in Bottrop, Gelsenkirchen und Gladbeck. Am 26. März 2007 wurden die beiden Provinzen zusammengelegt und die Deutsche Provinz gegründet. Sie hat seit 2020 ihren Sitz an der Offenbergstraße in Münster, neben dem bisherigen Provinzialat, der „Friedrichsburg“. In Deutschland nehmen die Schwestern vorwiegend pastorale Aufgaben wahr.
Im Jahre 2024 lebten in den Niederlassungen 1167 Schwestern, die außer in Deutschland und den Niederlanden in Brasilien, Bolivien, Paraguay, Indonesien, Malawi und Mosambik tätig sind. Generaloberin („Generalkoordinatorin“ genannt) ist seit 2015 Schwester Márian Ambrósio. Sie hatte zuvor die brasilianische Ordensprovinz geleitet und war von 2007 bis 2013 die Präsidentin der brasilianischen Ordenskonferenz (Conferência dos Religiosos do Brasil – CRB).
Heute bestehen folgende Häuser: 
- zehn am Niederrhein,
- 14 im Ruhrgebiet,
- zwei im westlichen Münsterland,
- eines in der Eifel und
- eines im Sauerland.

## Hildegardisschule
Durch Schwester Thusnelda Mölleney wurde 1920 die Hildegardisschule Münster gegründet.